# لويز بلات
لويز بلات (بالإنجليزية: Louise Platt)‏ هي ممثلة أمريكية، ولدت في 3 أغسطس 1915 في الولايات المتحدة، وتوفيت بنفس المكان في 6 سبتمبر 2003.

## أعمال

### أفلام
- (1939) عربة الجياد

## وصلات خارجية
- لويز بلات على موقع IMDb (الإنجليزية)
- لويز بلات على موقع الموسوعة البريطانية (الإنجليزية)
- لويز بلات على موقع ألو سيني (الفرنسية)
- لويز بلات على موقع أول موفي (الإنجليزية)
- لويز بلات على موقع قاعدة بيانات برودواي على الإنترنت (الإنجليزية)
- لويز بلات على موقع قاعدة بيانات الأفلام السويدية (السويدية)
- لويز بلات على موقع قاعدة بيانات الفيلم (الإنجليزية)
- لويز بلات على موقع كينوبويسك (الروسية)